# انتزاع (رایانه)
تجرید یا انتزاع (انگلیسی: Abstraction)، در دانش رایانه و مهندسی نرم‌افزار به معنای تفکیک مباحث مربوط به هم و نگریستن به موضوع جدای از مباحث وابسته به آن است. مزیت این کار در مهندسی نرم‌افزار کمک به مدیریت پیچیدگی و پیشگیری از وابستگی (Tight Coupling) اجزای سیستم به یکدیگر است که باید در سامانه‌های نرم‌افزاری تا حد امکان از آن کاست.